# Carole Landis
Carole Landis (Fairchild (Wisconsin), 1 januari 1919 - Los Angeles, Pacific Palisades (wijk), 5 juli 1948) was de artiestennaam van Frances Lillian Mary Ridste, een Amerikaans theater- en filmactrice.

## Levensloop
Landis werd geboren als dochter van een rondreizende werktuigkundige en een Poolse boerendochter. Op 15-jarige leeftijd trouwde ze met haar 19-jarige buurman Irving Wheeler, maar het huwelijk werd een maand later al nietig verklaard. Ze hertrouwden in augustus 1934 en scheidden in 1939, op grond van Landis' affaire met regisseur en choreograaf Busby Berkeley.
Op 15-jarige leeftijd stopte Landis met haar opleiding in de hoop door te breken in de filmindustrie. Aanvankelijk kwam ze terecht als danseres in een nachtclub in San Francisco en later zong ze bij een band. Toen ze genoeg geld had verzameld om naar Hollywood te verhuizen, veranderde ze haar naam naar 'Carole Landis', als eerbetoon aan haar favoriete actrice Carole Lombard. In 1937 debuteerde ze in een film, A Star Is Born. In haar eerste films speelde Landis hoofdzakelijk kleine, ongenoemde rollen. Haar grote doorbraak kwam in 1940, met de hoofdrol in One Million B.C..
Als gevolg van het succes tekende Landis een contract bij 20th Century Fox. Daar werd ze onder de hoede genomen van studiobaas Darryl F. Zanuck, met wie ze een affaire kreeg. Deze zet bleek een succesvolle: Landis kwam in aanmerking voor grootschalige A-films, waaronder Blood and Sand. Ze werd regelmatig gekoppeld in films met Betty Grable, een musicalactrice met wie ze volgens de pers een concurrerende relatie had. Toen ze haar affaire met Zanuck beëindigde, kwam onmiddellijk een einde aan haar succes. Ze wist nog enkel rollen in B-films te bemachtigen.
Gedurende de Tweede Wereldoorlog toerde Landis naar Europa om het leger te vermaken. Onderweg overleed ze bijna aan malaria. In 1945 trouwde ze met producent W. Horace Schmidlapp. In 1948 liep dit huwelijk op de klippen. Ondertussen liep ook haar carrière niet op rolletjes. Ze kreeg een affaire met acteur Rex Harrison, maar hij was niet bereid zijn vrouw Lilli Palmer te verlaten voor haar. Landis belandde in een depressie en pleegde op 29-jarige leeftijd zelfmoord door het slikken van een overdosis pillen.

## Filmografie
- Bibsys: 7058187
- Biblioteca Nacional de España: XX1738517
- Bibliothèque nationale de France: cb150491213 (data)
- Gemeinsame Normdatei: 130275093
- International Standard Name Identifier: 0000 0000 3153 6503
- Library of Congress Control Number: n87911890
- National Archives and Records Administration: 10572887
- Nationale Bibliotheek van Israël: 987007377086805171
- Nederlandse Thesaurus van Auteursnamen: 317856189
- SNAC: w6sj2g58
- Système universitaire de documentation: 147490790
- Virtual International Authority File: 54432890
- WorldCat: E39PBJdmjVMHRHyMMwQybmrg8C